# Дун Карм Псайла
Дун Карм Псайла (мальт. Dun Karm Psaila; 18 вересня 1871, Зеббудж — 13 жовтня 1961, Валлетта) — народний поет і письменник Мальти. Автор слів національного гімну Мальти — «L-Innu Malti».

## Біографія
З 1885 року навчався в духовній семінарії, після закінчення якої отримав сан священика (1894). У 1888—1890 роках вивчав філософію і теологію в Мальтійському університеті.
Працював вчителем італійської, латинської, англійської мов, математики, географії, космографії, церковної історії та християнської археології. Пізніше був помічником бібліотекаря Національної бібліотеки Мальти. З 1923 року займав посаду директора пересувних бібліотек — посаду, яку він обіймав до свого виходу на пенсію в 1936 році.

## Творчість та відзнаки
Дун Карм — національний класик Мальти. Спочатку писав ліричні вірші італійською мовою, а з 1912 року — мальтійською.
У 1912 році опублікував свій перший вірш в мальтійському виданні Quddiem Xbieha tal-Madonna.
Впродовж наступних років вийшла друком низка збірок його віршів, які завоювали велику популярність і визнання на Мальті.
Автор слів національного гімну Мальти, на музику композитора Роберта Самута, який вперше був виконаний 3 лютого 1923 року. У 1945 році він став офіційним державним гімном Мальти.
За значимість творчого внеску в мальтійську літературу Дун Карм Псайла в 1945 році був удостоєний звання honoris causa Мальтійського королівського університету, ставши першим почесним доктором даного вищого навчального закладу. Через рік він був нагороджений золотою медаллю Мушіта Аццопарді. Королева Єлизавета II в 1956 році нагородила його Командорським Орденом Британської імперії. У 1957 році мальтійський уряд призначив йому пенсію ex-gratia в знак визнання його внеску в літературу Мальти.
Дун Карм Псайла був визнаний «бардом Мальти», «найбільшим поетом в історії Мальти», а також отримав звання народного поета країни.

## Вибрані твори
- La Dignità Episcopale (1889)
- Foglie d'Allora (1896)
- Versi (1903)
- Dizzjunarju Ingliż u Malti (словник з 3-х томах, 1947—1955)

## Пам'ять
- У місті Флоріана, Мальта йому встановлено пам'ятник.
- Центральний банк Мальти 1 лютого 2013 року випустив дві монети (зі срібла і золота) «Дун Карм Псайла», присвячені автору національного гімну «L-Innu Malti»[4] .
- Його портрет зображено на мальтійській поштовій марці 1971 року.